# Liste der Monuments historiques in Champagne-sur-Seine
Die Liste der Monuments historiques in Champagne-sur-Seine führt die Monuments historiques in der französischen Gemeinde Champagne-sur-Seine auf.

## Liste der Bauwerke
| Bezeichnung       | Beschreibung | Standort | Kennzeichnung | Schutzstatus | Datum | Bild           |
| ----------------- | ------------ | -------- | ------------- | ------------ | ----- | -------------- |
| Kirche Notre-Dame |              | (Lage)   | PA00086857    | Inscrit      | 1926  | weitere Bilder |

## Liste der Objekte

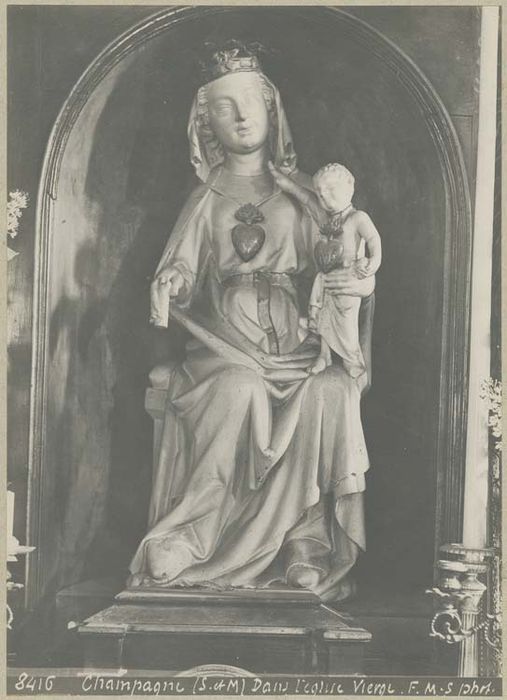
Skulptur Madonna und Kind aus dem 15. Jahrhundert in der Kirche Notre-Dame

- Monuments historiques (Objekte) in Champagne-sur-Seine in der Base Palissy des französischen Kultusministeriums